# Hofje van Zeven Weeën

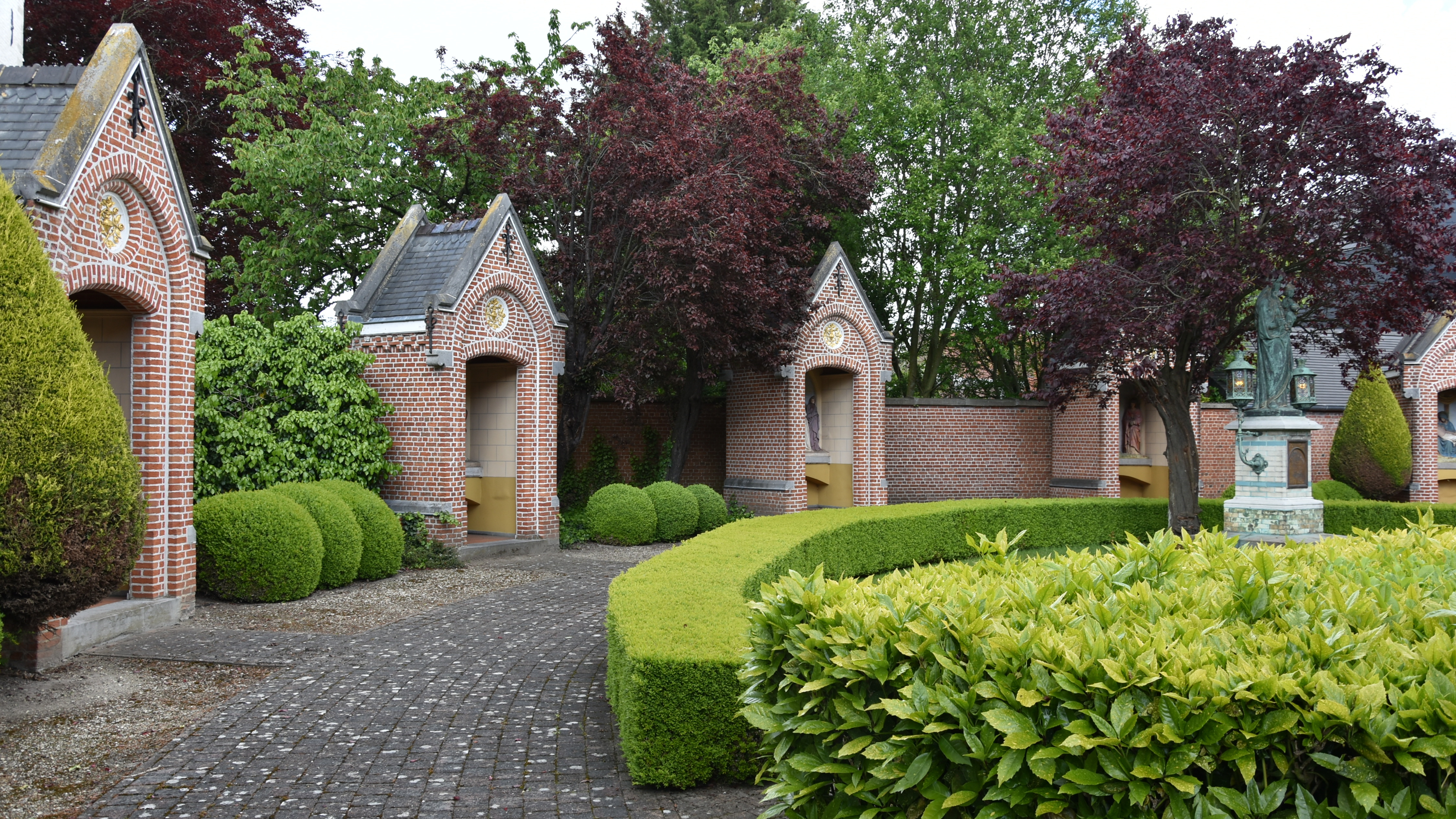
Hofje van Zeven Weeën

Het Hofje van Zeven Weeën is een processiepark in de Oost-Vlaamse plaats Lebbeke, gelegen aan de Grote Plaats.
Dit hofje is gewijd aan Onze-Lieve-Vrouw van Smarten en het werd aangelegd in 1905 om voorbereid te zijn op het in 1908 plaats vindende 800-jarig jubileum van de stichting van de kerk. Een zevental kapelletjes, naar ontwerp van Edmond Van den Heule, vormen een ommegang.
In 1908 werd ook een groot Mariabeeld geplaatst, dat echter tijdens de Eerste Wereldoorlog werd vernietigd. In 1933 werd een nieuw beeld opgericht.
De kapelletjes staan in boogvorm om het Mariabeeld heen. De beeldengroepen in de kapelletjes werden vervaardigd door Aloïs De Beule.